# Godzilla : La Ville à l'aube du combat
Série
Godzilla : La Planète des monstres
(2017) Godzilla : Le Dévoreur de planètes
(2018)
Pour plus de détails, voir Fiche technique et Distribution.
Godzilla : La Ville à l'aube du combat (Gojira: Kessen kidō zōshoku toshi) est un film japonais réalisé par Hiroyuki Seshita et Kōbun Shizuno, sorti en 2018. C'est le deuxième film d'une trilogie initiée par Godzilla : La Planète des monstres et conclue par Godzilla : Le Dévoreur de planètes.

## Synopsis
Le combat par reconquérir la Terre dominée par Godzilla continue. Un espoir naît : celui de retrouver Mechagodzilla, perdu il y a 20 000 ans, pour l'affronter.

## Fiche technique
- Titre : Godzilla : La Ville à l'aube du combat
- Titre original : Gojira: Kessen kidō zōshoku toshi
- Réalisation : Hiroyuki Seshita et Kōbun Shizuno
- Scénario : Gen Urobuchi, Sadayuki Murai et Tetsuya Yamada
- Musique : Takayuki Hattori
- Production : Takashi Yoshizawa
- Société de production : Polygon Pictures et Tōhō
- Pays :  Japon
- Genre : Animation, action, aventure et science-fiction
- Durée : 89 minutes
- Dates de sortie : 
  -  Japon : 18 mai 2018
  -  France : 18 juillet 2018 (Netflix)

## Distribution
- Takahiro Sakurai : Metphies
- Kana Hanazawa : Yuko Tani
- Tomokazu Sugita : Martin Lazzari
- Yūki Kaji : Adam Bindewald
- Junichi Suwabe : Mulu-Elu Galu-Gu
- Kenta Miyake : Rilu-Elu Belu-Be
- Ken'yū Horiuchi : Unberto Mori
- Kazuya Nakai : Halu-Elu Dolu-Do
- Kazuhiro Yamaji : Endurph / Munak
- Kanehira Yamamoto (ja) : Takeshi J. Hamamoto
- Reina Ueda : Maina
- Ari Ozawa : Miana
- Junichi Yanagita : Marco Ghione
- Haruki Ishiya : Josh Emerson

## Box-office
Le film, principalement distribué en salles au Japon, a rapporté environ 1 million de dollars au box-office.